# アメリカ州兵総局最先任下士官
アメリカ州兵総局最先任下士官 (アメリカしゅうへいそうきょくさいせんにんかしかん、英語: Senior Enlisted Advisor to the Chief of the National Guard Bureau（SEA））は、アメリカ合衆国における州兵(制服組）の地位であり、州兵(陸軍州兵、空軍州兵)及び州兵総局における最高位の下士官である 。州兵総局最先任下士官は、州兵に属する下士官の問題(訓練、人材活用、部隊の健全性、陸軍州兵及び空軍州兵の専門能力の開発を含めた全ての事項)についてスポークスマンとして、直接アメリカ州兵総局長に進言する。初代の州兵総局最先任下士官は陸軍のジョン・J・レオナード・ジュニア最上級曹長である。現職者は陸軍のジョン・T・レインズ三世最上級曹長であり、2024年11月8日に就任した。

## 階級章
2020年8月25日にトニー・ホワイトヘッド最上級曹が就任した際、同時に州兵総局最先任下士官独自の階級章が発表された。初代のジョン・J・レオナード・ジュニア最上級曹長から前任のクリストファー・S・ケプラー最上級曹長までは所属する軍種(陸軍又は空軍)の最上級曹長の階級章を使用していた。
なお現在までに空軍用の階級章しか発表されていないが、今後、陸軍から州兵総局最先任下士官が任命された場合は、陸軍用の階級章が作成される。

階級章
空軍用 (2020–現行)

- 空軍用
(2020–現行)

## 歴代の州兵総局最先任下士官
| 代 | 写真 | 氏名                            | 階級                                                                                         | 在任期間      | 在任期間      | 所属         |
| 代 | 写真 | 氏名                            | 階級                                                                                         | 着任          | 退任          | 所属         |
| -- | ---- | ------------------------------- | -------------------------------------------------------------------------------------------- | ------------- | ------------- | ------------ |
| 1  |      | ジョン・J・レオナード・ジュニア | 最上級曹長(Command Sergeant Major(CSM))                                                      | 2003年11月    | 2006年7月     | アメリカ陸軍 |
| 2  |      | デビッド・レイ・ハドソン        | 最上級曹長（Command Sergeant Major(CSM)）                                                    | 2006年7月     | 2010年2月     | アメリカ陸軍 |
| 3  |      | デニス・ジェリンスキー・ホール  | 最上級曹長(Command Sergeant Major(CMSgt))                                                    | 2010年2月     | 2013年7月     | アメリカ空軍 |
| 4  |      | ミッチェル・O・ブラシ           | 最上級曹長(Command Sergeant Major(CMSgt))                                                    | 2013年6月     | 2017年6月     | アメリカ空軍 |
| 5  |      | クリストファー・S・ケプナー     | 最上級曹長(Command Sergeant Major(CSM))                                                      | 2017年6月     | 2020年8月25日 | アメリカ陸軍 |
| 6  |      | トニー・ホワイトヘッド          | 州兵総局最先任下士官(Senior Enlisted Advisor to the Chief of the National Guard Bureau(SEA)) | 2020年8月25日 | 2024年11月8日 | アメリカ空軍 |
| 7  |      | ジョン・T・レインズ三世         | 最上級曹長(Command Sergeant Major(CSM))                                                      | 2024年11月8日 | 現職          | アメリカ陸軍 |